# Seishiro Endo
Seishiro Endo, född 6 september 1942, är en japansk professionell aikidolärare med stora elevskaror även utanför Japan. Sedan han pensionerat sig från Aikikai Hombu Dojo, organisationen Aikikais högkvarter undervisar han i sin egen dojo (klubb eller skola) Saku Dojo samt på läger utomlands.  
Endo började träna på Hombu Dojo som uchideshi år 1964. Bland hans influenser som lärare finns Seigo Yamaguchi, och hans elevskaror utanför Japan är till viss del en följd av att han betraktas som Yamaguchis efterträdare. Endo besöker sedan 1989 Sverige en gång varje år i februari och leder då ett seminarium organisarat av Vanadis Aikidoklubb i Stockholm. Därtill gör han ett tiotal årliga resor till Europa till bland annat Spanien, Tyskland, Liechtenstein och Finland. Han bär graden åttonde dan, samt titeln shihan.